# بناخبر
بناخبر (به اسپانیایی: Benagéber) یک شهرستان در اسپانیا است که در Los Serranos واقع شده‌است.

## خصوصیات
بناخبر ۶۹٫۸ کیلومترمربع مساحت و ۱۵۶ نفر جمعیت دارد و ۷۱۵ متر بالاتر از سطح دریا واقع شده‌است.